# U-514
| U-514                      | U-514                                                                      | U-514                                                                      |
| -------------------------- | -------------------------------------------------------------------------- | -------------------------------------------------------------------------- |
|                            |                                                                            |                                                                            |
|                            |                                                                            |                                                                            |
|                            |                                                                            |                                                                            |
| Під прапором               | Третій рейх                                                                | Третій рейх                                                                |
| Спуск на воду              | 18 листопада 1941 року                                                     | 18 листопада 1941 року                                                     |
| Виведений зі складу флоту  | 8 липня 1943 року                                                          | 8 липня 1943 року                                                          |
| Сучасний статус            | затоплений                                                                 | затоплений                                                                 |
| Проєкт                     |                                                                            |                                                                            |
| Тип ПЧ                     | Дизельний підводний човен                                                  | Дизельний підводний човен                                                  |
| Основні характеристики     |                                                                            |                                                                            |
| Швидкість (надводна)       | 19 вузлів                                                                  | 19 вузлів                                                                  |
| Швидкість (підводна)       | 7,3 вузла                                                                  | 7,3 вузла                                                                  |
| Гранична глибина занурення | 230 м                                                                      | 230 м                                                                      |
| Екіпаж                     | 48 особи                                                                   | 48 особи                                                                   |
| Розміри                    |                                                                            |                                                                            |
| Довжина найбільша (по КВЛ) | 76,8 м                                                                     | 76,8 м                                                                     |
| Ширина корпусу найб.       | 6,9 м                                                                      | 6,9 м                                                                      |
| Висота                     | 9,6м                                                                       | 9,6м                                                                       |
| Середня осадка (по КВЛ)    | 4,7 м                                                                      | 4,7 м                                                                      |
| Водотоннажність надводна   | 1144 т                                                                     | 1144 т                                                                     |
| Озброєння                  |                                                                            |                                                                            |
| Артилерія                  | 1 ? 88-мм палубна гармата SK C/32                                          | 1 ? 88-мм палубна гармата SK C/32                                          |
| Торпедно- мінне озброєння  | 4 носових і два кормових ТА. 22 торпеди або 44 міни TMA чи 66 TMB          | 4 носових і два кормових ТА. 22 торпеди або 44 міни TMA чи 66 TMB          |
| ППО                        | 1 ? 37-мм зенітна гармата SKC/30 2 (1 ? 2) ? 20-мм зенітні гармати FlaK 30 | 1 ? 37-мм зенітна гармата SKC/30 2 (1 ? 2) ? 20-мм зенітні гармати FlaK 30 |

U-514 — німецький підводний човен типу IXC, часів Другої світової війни.
Замовлення на будівництво човна було віддане 14 лютого 1940 року. Човен був закладений на верфі «Deutsche Werft» у Гамбурзі 29 квітня 1941 року під заводським номером 310, спущений на воду 18 листопада 1941 року, 24 січня 1942 року увійшов до складу 4-ї флотилії. За час служби також входив до складу 10-ї флотилії. Єдиним командиром човна був капітан-лейтенант Ганс-Юрген Ауфферманн.
За час служби човен зробив 4 бойових походи, в яких потопив 4 (загальна водотоннажність 16 329 брт) та пошкодив 4 (загальна водотоннажність 21 753 брт) судна.
Потоплений 8 липня 1943 року в Північній Атлантиці північно-західніше Ла-Корунья (43°37′ пн. ш. 08°59′ зх. д. / 43.617° пн. ш. 8.983° зх. д.) ракетами британського бомбардувальника «Ліберейтор». Усі 54 члени екіпажу загинули.

## Потоплені та пошкоджені кораблі[3]
| Назва               | Тип                | Належність      | Дата            | Тоннаж (БРТ) | Вантаж                                            | Статус     | Місце                                                       |
| Helen Forsey        | риболовне судно    | Велика Британія | 6 вересня 1942  | 167          | 180 т патоки та рому                              | потоплено  | 28°35′ пн. ш. 57°35′ зх. д. / 28.583° пн. ш. 57.583° зх. д. |
| Cornwallis          | суховантажне судно | Канада          | 11 вересня 1942 | 5 458        |                                                   | пошкоджено | 13°05′ пн. ш. 59°36′ зх. д. / 13.083° пн. ш. 59.600° зх. д. |
| Kioto               | суховантажне судно | Велика Британія | 15 вересня 1942 | 3 297        | 2 000 т хромової руди                             | потоплено  | 11°05′ пн. ш. 60°46′ зх. д. / 11.083° пн. ш. 60.767° зх. д. |
| Ozorio              | суховантажне судно | Бразилія        | 28 вересня 1942 | 2 730        |                                                   | пошкоджено | 00°03′ пн. ш. 47°45′ зх. д. / 0.050° пн. ш. 47.750° зх. д.  |
| Lages               | суховантажне судно | Бразилія        | 28 вересня 1942 | 5 688        |                                                   | пошкоджено | 00°16′ пн. ш. 47°48′ зх. д. / 0.267° пн. ш. 47.800° зх. д.  |
| Steel Scientist     | суховантажне судно | США             | 12 жовтня 1942  | 5 688        | 200 т генеральних вантажів                        | потоплено  | 05°48′ пн. ш. 51°50′ зх. д. / 5.800° пн. ш. 51.833° зх. д.  |
| British Vigilance   | танкер             | Велика Британія | 3 січня 1943    | 8 093        |                                                   | пошкоджено | 20°58′ пн. ш. 44°40′ зх. д. / 20.967° пн. ш. 44.667° зх. д. |
| Charles C. Pinckney | суховантажне судно | США             | 27 січня 1943   | 7 177        | Амуніція, військові припаси, механічне обладнання | потоплено  | 36°37′ пн. ш. 30°55′ зх. д. / 36.617° пн. ш. 30.917° зх. д. |